# Frédéric de Teschen
Frédéric de Teschen, né le 4 juin 1856 à Groß Seelowitz, aujourd'hui en République Tchèque, et mort le 30 décembre 1936 à Ungarrisch-Altenbourg, aujourd'hui Mosonmagyaróvár en Hongrie, est un archiduc d'Autriche, devenu duc de Teschen en 1895.

## Biographie

### Famille
Arrière-petit-fils de François Ier, empereur d'Autriche, l'archiduc Frédéric est le fils aîné — après un archiduc prénommé François-Joseph, mort huit jours après sa naissance en 1855 — de l'archiduc Charles-Ferdinand de Teschen (1818-1874) et d'Élisabeth de Habsbourg-Hongrie (1831-1903), sœur de la reine des Belges Marie-Henriette. Il naît le 4 juin 1856 au château de Groß Seelowitz, dans l'empire austro-hongrois.
L'archiduc Frédéric de Teschen est, par sa mère, le demi-frère de la reine Marie-Thérèse de Bavière, épouse du roi Louis III. Il est également le frère de la reine Marie-Christine d'Espagne, épouse du roi Alphonse XII et régente pour son fils Alphonse XIII.

### Mariage et descendance
Le 8 octobre 1878, Frédéric de Teschen épouse au château de l'Hermitage, à Condé-sur-l'Escaut, France, la princesse Isabelle de Croÿ (née à Dülmen, le 27 février 1856 et morte à Budapest, le 5 septembre 1931), fille de Rudolf 11e prince de Croÿ (1823-1902) et de la princesse Nathalie de Ligne (1835-1863).
Neuf enfants, dont huit filles, sont nés de cette union :
- Marie-Christine (née à Cracovie le 17 novembre 1879 et morte à Anholt le 6 août 1962), en 1902 elle épouse Emmanuel, prince de Salm-Salm (1871-1916), dont cinq enfants ;
- Marie-Anne (née à Linz le 6 janvier 1882 et morte à Lausanne le 25 février 1940), en 1903 elle épouse le duc Élie de Bourbon-Parme (1880-1959), dont huit enfants ;
- Henriette (née à Presbourg en Autriche-Hongrie — aujourd'hui Bratislava en Slovaquie — le 10 janvier 1883, et morte à Mariazell, Autriche, le 2 septembre 1956), en 1908 elle épouse le prince Gottfried von Hohenlohe-Schillingsfürst (1867-1932), dont trois enfants ;
- Nathalie (née à Presbourg en Autriche-Hongrie le 12 janvier 1884, et morte dans la même ville, le 23 mars 1898) ;
- Stéphanie (née à Presbourg en Autriche-Hongrie le 1er mai 1886, et morte à Ostende, Belgique, le 29 août 1890) ;
- Gabrielle (née à Presbourg en Autriche-Hongrie le 14 septembre 1887, et morte à Budapest, Hongrie, le 15 novembre 1954), célibataire ;
- Isabelle (née à Presbourg en Autriche-Hongrie le 17 novembre 1888, et morte à La Tour-de-Peilz, Vaud, Suisse, le 6 décembre 1973), en 1912 elle épouse Georges de Bavière (1880-1943), petit-fils de l'empereur François-Joseph Ier (mariage annulé en 1913) ;
- Marie-Alice (née à Presbourg en Autriche-Hongrie le 15 janvier 1893, et morte à Halbturn, Autriche, le 1er janvier 1962), en 1920 elle épouse Frédéric baron Waldbott von Bassenheim (1889-1959), dont six enfants ;
- Albert (né au château de Weilburg le 24 juillet 1897, Autriche-Hongrie, et est mort en exil le 23 juillet 1955, à Buenos Aires, en Argentine), duc de Teschen, il contracte trois unions morganatiques : 1) il épouse en 1930 Irene-Dora Lelbach (1897-1985), divorce en 1937, puis il se marie avec 2) Katalin Bocskay de Felsö-Bánya (1909-2000), dont deux filles, divorce en 1951, et enfin épouse 3) en 1951 Lydia Strauss, sans postérité.

### Entre projets matrimoniaux et héritage
Isabelle de Teschen espère vivement donner une de ses huit filles en mariage à l'archiduc héritier François-Ferdinand. Elle convie régulièrement ce dernier dans ses nombreux domaines où l'on donne des chasses à courre. L'archiduc-héritier leur préfère cependant une de leurs dames d'honneur qu'il épouse en 1900, la comtesse Sophie Chotek, que l'empereur François-Joseph crée duchesse de Hohenberg, au grand dam de l'archiduchesse.
Le 18 février 1895, après la mort de son oncle l'archiduc Albert, sans descendance masculine, Frédéric lui succède en qualité de duc de Teschen. D'autre part, la succession inclut des biens importants : ses deux frères cadets (Charles-Étienne et Eugène) et lui héritent chacun de vastes domaines. Frédéric possède, dès lors, des propriétés à Ungarisch-Altenburg (aujourd'hui Mosonmagyaróvár en Hongrie), Bilje (actuellement en Croatie), Saybusch (aujourd'hui Żywiec en Pologne), Seelowitz (aujourd'hui Židlochovice) et Frýdek en République tchèque, ainsi que Pressburg (aujourd'hui Bratislava en Slovaquie). Sa résidence viennoise, le Palais de l'archiduc Albert, abritait la collection d'art Albertina dont il était propriétaire.

### Carrière militaire
En 1874, Frédéric commence sa carrière militaire. L'archiduc est ensuite nommé inspecteur général des troupes par l'empereur François-Joseph. À partir de 1907, il devient commandant en chef de la Landwehr impériale. 

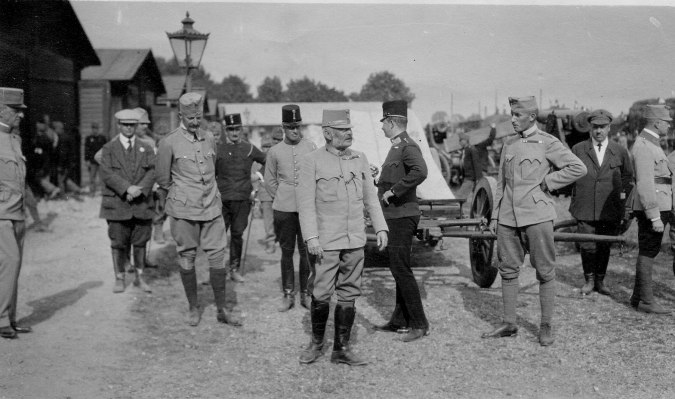
Frédéric de Teschen visite la forteresse de Przemyśl reconquise en juin 1915.

En 1914, l’archiduc Frédéric décide de se retirer de l’Armée, à la suite des demandes de son épouse qui refuse de le voir passer un jour sous les ordres de François-Ferdinand. Cependant, lorsque l’héritier du trône et son épouse sont assassinés à Sarajevo le 28 juin 1914, Isabelle persuade son époux de rester temporairement à son poste. L'archiduc Frédéric est donc généralissime de l'armée impériale et royale au début de la Première Guerre mondiale.
Pendant plusieurs années, Frédéric sert l’Autriche-Hongrie contre les forces de l’Entente. Cependant, lorsque l’empereur Charles Ier succède à François-Joseph Ier sur le trône en 1916, celui-ci décide de démettre son oncle de ses fonctions et de le remplacer en 1917.

### Après l’Empire
Le 1er décembre 1918, l’archiduc Frédéric prend définitivement sa retraite de l’armée. Peu de temps après, l’Autriche-Hongrie s’effondre et les gouvernements des États qui succèdent à l’Empire exproprient largement les biens de la dynastie déchue. La branche de Teschen perd ainsi de nombreuses propriétés nationalisées par la toute nouvelle Tchécoslovaquie. Après la chute de la monarchie, en 1918, l'archiduc Frédéric s'est retiré sur ses terres hongroises.
En dépit des difficultés, Isabelle cherche à profiter de l’éclatement de l’Empire pour mettre en avant sa progéniture. Après l’échec de la restauration de l'empereur et roi Charles Ier à Budapest en 1921, l’archiduchesse s'efforce de placer son fils unique Albert sur le trône royal de Hongrie. Le projet est un échec, mais l’archiduc conserve, dans le pays, une forte popularité durant toute la régence de Horthy. Favorable à l'alliance avec le Troisième Reich, il devra s'exiler en Argentine à la fin de la Seconde Guerre mondiale.
Veuf depuis 1931, Frédéric de Teschen meurt octogénaire à Mosonmagyaróvár, le 30 décembre 1936. Il est inhumé en l'église Saint-Gotthard de Mosonmagyaróvár, en présence de nombreux parents et de Miklós Horthy, régent du Royaume de Hongrie, venu présider les obsèques,.